# Michaela DePrince
Michaela DePrince   (Kenema, 6 de gener de 1995 - Nova York, 10 de setembre de 2024) va ser una ballarina de ballet de Sierra Leone. Va escriure el llibre Taking Flight: From War Orphan to Star Ballerina amb la seva mare adoptiva, Elaine DePrince. Va aconseguir la fama quan va protagonitzar el documental First Position el 2011, que la seguia a ella i altres ballarins de ballet joves quan s'estaven preparant per competir en el Youth America Grand Prix. Abans havia ballat amb el Dance Theatre of Harlem en la que va ser la ballarina més jove en la història de la companyia. També va ballar com a solista pel Dutch National Ballet.

## Biografia
Va néixer amb el nom Mabinty Bangura com a membre d'una família musulmana, i va créixer com una òrfena a Sierra Leone després que el seu oncle la va deixar en un orfenat durant la guerra civil. Als seus pares adoptius els havien dit que el seu pare havia estat disparat i assassinat pel Front unit Revolucionari quan ella tenia tres anys i que la seva mare va morir de fam poc després. Com que estava desnodrida, maltractada i ridiculitzada com la «nena del diable» perquè patia de vitiligo, una malaltia de la pell que causa despigmentació, va fugir a un camp de refugiats quan el seu orfenat va ser bombardejat.
El 1999, als quatre anys, va ser adoptada juntament amb una altra nena, Mia, per Elaine i Charles DePrince, una parella de jueus de Cerro de Cereza (Nova Jersey) i foren portades als Estats Units. Els DePrince tenen 11 fills, incloent Michaela, nou dels quals són adoptats.

### Carrera professional
Inspirada per una tapa de revista en la que hi havia una ballarina que va trobar i va conservar mentre estava a Sierra Leone, DePrince es va formar com a ballarina de ballet als Estats Units, actuant en la Youth America Grand Prix i en altres competicions. Es va entrenar en ballet clàssic a la The Rock School for Dance Education a Filadèlfia. Juntament amb la seva intensiva formació en ballet, DePrince va prendre classes on-line a través del Keystone National High School, en el que va aconseguir el seu diploma d'institut.
DePrince va guanyar una beca per estudiar a l'American Ballet Theatre's Jacqueline Kennedy Onassis School of Ballet gràcies al seu bon rendiment en la Youth America Grand Prix. Ella continuà la seva carrera professional tot i que va patir casos de discriminació racial: a l'edat de vuit, li van dir que no podia interpretar a Marie en El Trencanous perquè els EUA no estava preparats per a una ballarina negra, i un any més tard, un professor va dir a la seva mare que no valia la pena invertir diners en ballarins negres.
DePrince va ser una de les estrelles del documental del 2011 First Position que seguia a sis joves ballarins competint per un lloc en una escola o companyia de ballet d'elit, i participant al programa de televisió Dancing with the Stars. En 2011 va fer el seu debut europeu a l'obra Abdallah i la Gasela de Basra amb De Dutch Don't Dance Division, a la Haia. Un any després hi va tornar per a ballar-hi The Sugar Plum Fairy a la obra The Nutcracker al Lucent Dance Theatre.
El 2012, es va graduar a l'American Ballet Theatre's Jacqueline Kennedy Onassis School de Nova York i es va unir al Dance Theatre of Harlem, on fou la més jove de la companyia. El seu debut professional va ser en el rol de Gulnare a Mzansi Produccions i el South African Ballet Theatre's premiere of Li Corsaire el 19 de juliol de 2012. El juliol de 2013, es va unir a la companyia jove del Dutch National Ballet, d'Amsterdam. L'agost de 2014 va passar a la categoria éleve. El 2015 va ser promoguda al rang de Coryphée, a grand sujet el 2016, i finalment a solista al final del mateix any.
DePrince va citar a Lauren Anderson, una de les primeres ballarines negres principals, com el seu exemple a seguir. En 2015 la Metro-Goldwyn-Mayer va adquirir els drets de pel·lícula del seu llibre Taking Flight: From War Orphan to Star Ballerina, i el 2018 va anunciar que Madonna dirigiria Taking Flight, un biopic que tracta la vida i carrera de DePrince.
DePrince va practicar el judaisme, tot i que abans de l'adopció era musulmana i mentre ballava amb Dance Theatre of Harlem va viatjar en una gira a Israel on va resar al Mur de les Lamentacions. Va usar un hamsa com a protecció quan va viatjar a la Cúpula de la Roca i el Mar Mort, un lloc simbòlic que és significatiu tant per a jueus com per a musulmans. Va estar en una relació de parella amb el ballarí de ballet Skyler Maxey-Wert.